# Herzogtum Aquitanien

Das Wappen der hochmittelalterlichen Herzöge von Aquitanien war auch das Wappen der Guyenne und ist heute das Wappen der Region Aquitanien

Das Herzogtum Aquitanien war eines der wichtigsten Feudalterritorien im mittelalterlichen Frankreich.

## Geschichte

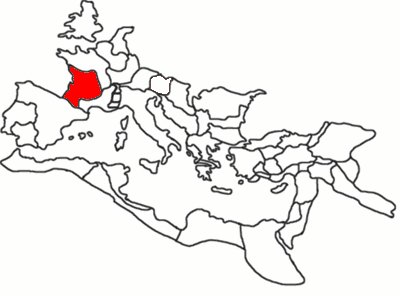
Die Provinz Gallia Aquitania im römischen Reich

Historische Grundlage dieses Landes war die antike römische Provinz Gallia Aquitania, die Zentral- und Südwestfrankreich umfasste. In der Spätantike wurde die Provinz in Aquitania prima, Aquitania secunda und Aquitania tertia geteilt, die nach der Völkerwanderung zum Reich der Westgoten gehörten. Nach deren Niederlage in der Schlacht von Vouillé (507) wurde Aquitanien in das Fränkische Reich integriert.
Vom 6. bis zum 8. Jahrhundert entsprach das Territorium des Herzogtums Aquitanien noch dem der alten römischen Provinz, es umfasste also alles Land südlich der Loire bis zu den Pyrenäen mit Ausnahme der Provinz Gallia Narbonensis. Am Ende des 8. Jahrhunderts ging das Gebiet von Aquitania tertia um Bordeaux an die zuziehenden Basken (Vasconen) verloren, die das Herzogtum Gascogne gründeten.
Am Anfang des 10. Jahrhunderts hatte sich das Toulousain, das Land um die Stadt Toulouse, vom übrigen Aquitanien separiert. Aquitanien verlor damit seine Grenzlage zu den Pyrenäen und umfasste bis zum Beginn des 13. Jahrhunderts weitgehend die heutigen Regionen Poitou-Charentes, Limousin und Auvergne sowie die heutigen Départements Vendée, Dordogne und Lot.
Im 13. Jahrhundert zerfiel das hochmittelalterliche Aquitanien. Dem Inhaber des herzoglichen Rechtstitels verblieben lediglich zwei Landschaften Aquitaniens, die Saintonge und das Périgord. Zusammen mit der südlich gelegenen Gascogne setzte sich für dieses Gebilde im späten Mittelalter die Bezeichnung Guyenne durch. Das Gebiet der Guyenne entsprach dabei der heutigen Region Aquitanien.

## Herzöge von Aquitanien unter fränkischen Herrschern

Die Herzogtümer Aquitanien und Gascogne im 8. Jahrhundert

Die Herrschaft der fränkischen Könige aus dem Geschlecht der Merowinger war in Aquitanien nur schwach ausgeprägt, da sich das Zentrum ihres Reiches in Neustrien und Austrasien nördlich der Loire befand. Stattdessen regierten von den Königen eingesetzte Herzöge (dux). Seit dem frühen 8. Jahrhundert war Aquitanien dem Zuzug der Basken ausgesetzt, die im Südwesten ein eigenes Herrschaftsgebiet gründeten, die Gascogne. Zugleich mussten die Herzöge das Land gegen die Raubzüge der Mauren verteidigen, die über die Pyrenäen vordrangen und die benachbarte Narbonensis (Septimanien) besetzten.
Aufgrund der Schwäche der späten Merowingerkönige gelang es der Familie Eudos, sich als erbliche Fürsten Aquitaniens zu etablieren.

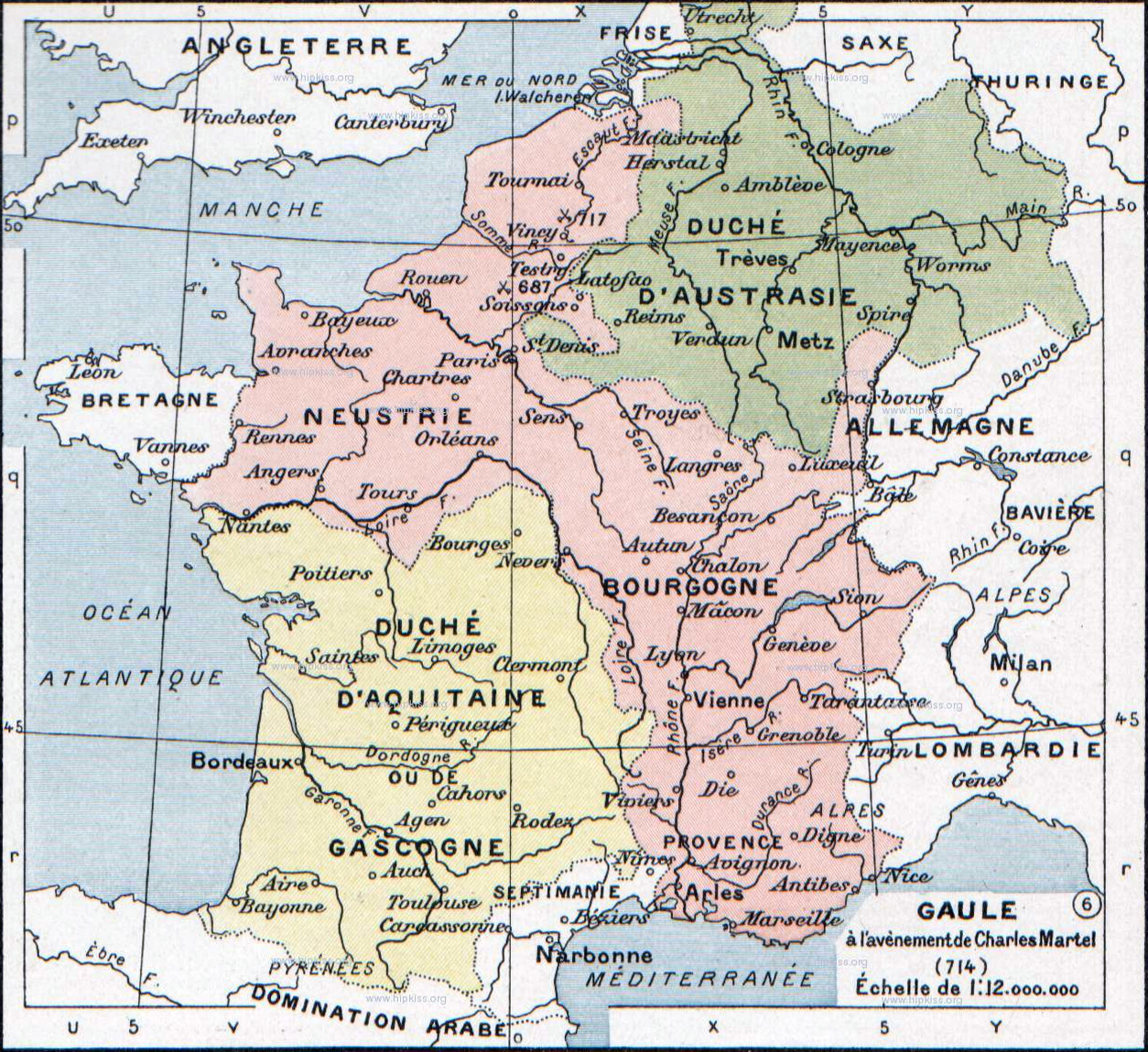
Aquitanien im 8. Jahrhundert

| Name                               | Regierungszeit        | Verwandtschaft                | Anmerkungen                                                                    |
| ---------------------------------- | --------------------- | ----------------------------- | ------------------------------------------------------------------------------ |
| Merowinger                         |                       |                               |                                                                                |
| Chlodwig I.                        | 507–511               |                               | ohne offiziellen Titel                                                         |
| Kondominium der fränkischen Könige | 511–555               |                               |                                                                                |
| Chram                              | 555–560               | Sohn von Chlothar I.          | Unterkönig                                                                     |
| Chlothar I.                        | 560–561               |                               | ohne offiziellen Titel                                                         |
| Kondominium der fränkischen Könige | 561–583               |                               |                                                                                |
| Desiderius & Bladast               | 583–584               |                               | Herzöge                                                                        |
| Gundowald                          | 584–585               |                               | Gegenkönig Guntrams                                                            |
| Desiderius & Bladast               | 585–587               |                               | Herzöge nach der Episode Gundowalds                                            |
| Astrobald                          | 587–589               |                               |                                                                                |
| Sereus                             | 589–592               |                               |                                                                                |
| Chlothar II.                       | 592–629               |                               | Personalunion, alleiniger König der Franken                                    |
| Charibert II.                      | 629–632               | Sohn von Chlothar II.         | Unterkönig in Aquitanien                                                       |
| Chilperich                         | 632                   | Sohn Chariberts II.           | † kurz nach seinem Vater; als Herrscher nur in der Charta von Alaon angedeutet |
| Verschiedene Häuser                |                       |                               |                                                                                |
| Boggis                             | vielleicht um 640/650 |                               | in der Vita Landberti episcopi Traiectensis erwähnt                            |
| Felix                              | 660–675               |                               |                                                                                |
| Gascogne                           |                       |                               |                                                                                |
| Lupus I.                           | 675–676/710           |                               |                                                                                |
| Eudo                               | 700–735               | eventuell Sohn von Lupus      |                                                                                |
| Hunold                             | 735–745               | Sohn seines Vorgängers        |                                                                                |
| Waifar                             | 745–768               | Sohn seines Vorgängers        |                                                                                |
| Hunold (II.)                       | 769                   | wohl naher Verwandter Waifars | siehe Artikel Hunold                                                           |

## Das karolingische Unterkönigtum Aquitanien

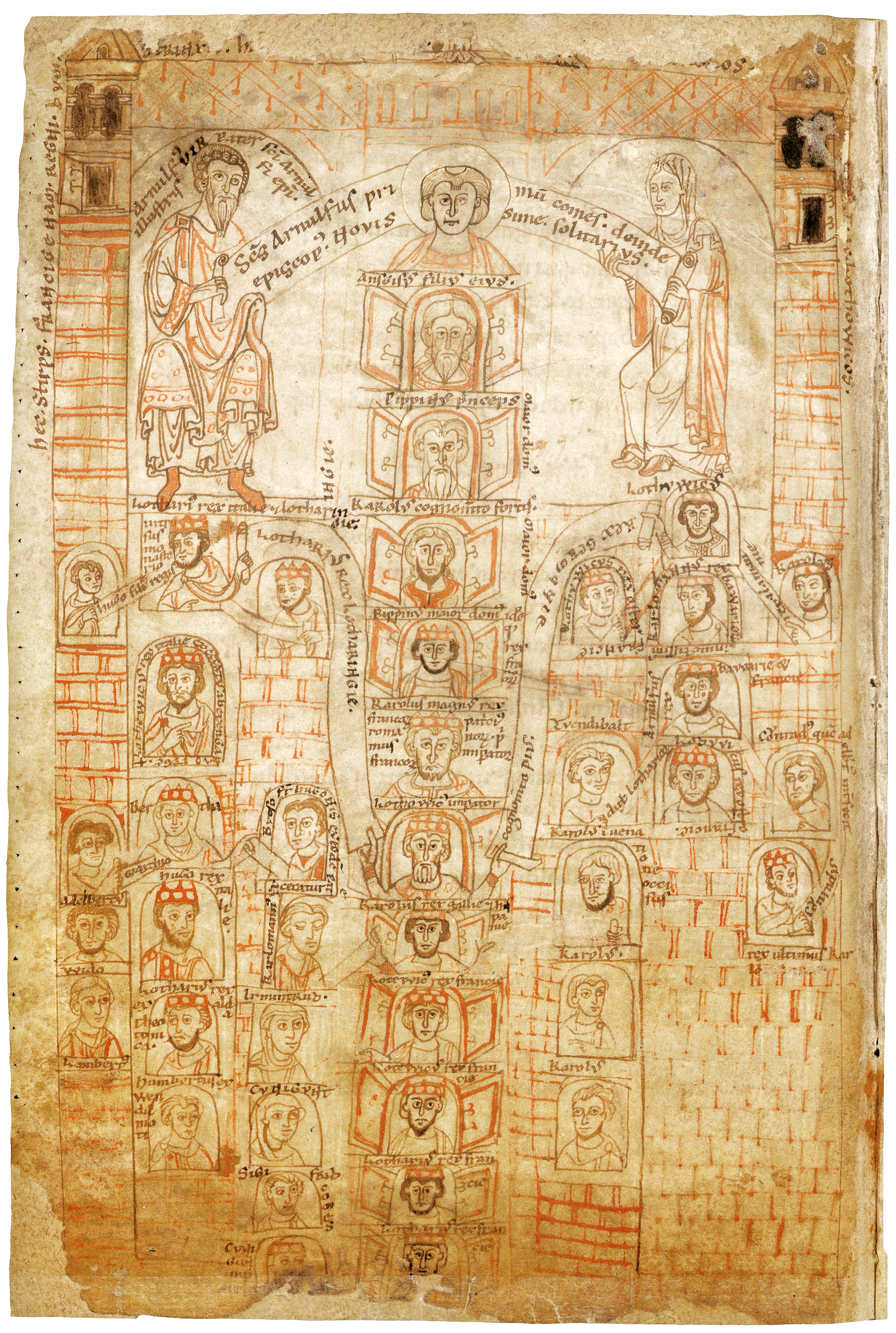
Stammbaum der Karolinger

Nachdem die Karolinger durch Pippin den Kurzen und Karl den Großen zum Ende des 8. Jahrhunderts Aquitanien ihrer Herrschaft unterwerfen konnten, richteten sie dort ein Unterkönigtum ein. Dabei wurden meist unmündige oder jüngere Söhne der Dynastie als aquitanische Könige eingesetzt, über ihnen gebot der König des Gesamtreichs bzw. seit dem Teilungsvertrag von Verdun von 843 der König des Westfrankenreichs. König Pippin II. versuchte Aquitanien als ein Teilreich, gleichberechtigt mit dem West-, Mittel- und Ostreich, zu etablieren, unterlag aber gegen seinen Onkel, Karl den Kahlen. In dieser Zeit wurde Aquitanien wiederholt von den Raubzügen der Normannen heimgesucht.
| Name                | Regierungszeit | Verwandtschaft           | Anmerkungen                                                 |
| ------------------- | -------------- | ------------------------ | ----------------------------------------------------------- |
| Karolinger          |                |                          |                                                             |
| Ludwig der Fromme   | 781–814        | Sohn Karls des Großen    | 778–790: Chorso (dux) 790–806: Wilhelm von Aquitanien (dux) |
| Pippin I.           | 814–838        | Sohn seines Vorgängers   |                                                             |
| Karl der Kahle      | 838–845        | Sohn Ludwigs des Frommen | In Personalunion                                            |
| Pippin II.          | 845–848        | Sohn Pippins I.          |                                                             |
| Karl der Kahle      | 848–855        | Sohn Ludwigs des Frommen | 2. Mal in Personalunion                                     |
| Karl das Kind       | 855–863        | Sohn Karls des Kahlen    |                                                             |
| Karl der Kahle      | 863–865        | Sohn Ludwigs des Frommen | 3. Mal in Personalunion                                     |
| Karl das Kind       | 865–867        | Sohn Karls des Kahlen    |                                                             |
| Ludwig der Stammler | 867–879        | Sohn Karls des Kahlen    | In Personalunion mit dem Westfrankenreich ab 877            |
| Karlmann            | 879–884        | Sohn seines Vorgängers   | seit 882 König im gesamten Westfränkischen Reich            |

## Das Herzogtum Aquitanien

Aquitanien im 11. Jahrhundert

Unter den letzten karolingischen Königen des Westfrankenreichs, die sich gegen Ansprüche der  Robertiner/Kapetinger zu behaupten versuchten, verfiel die königliche Zentralmacht, und in den Provinzen setzten sich Herrscherfamilien durch, erblich gewordene Grafen, die den König allenfalls noch nominell als Lehnsherrn anerkannten. Im aquitanischen Herrschaftsgebiet waren dies vor allem die Wilhelmiden (auch Gellones genannt) mit ihrem Zentrum in der Auvergne und die Ramnulfiden im Poitou, von denen Letztere zeitweise den Titel eines dux führten. Die Wilhelmiden übernahmen schließlich die führende Position im Land, und im Jahr 909 nahm Wilhelm der Fromme den Titel eines „Herzogs der Aquitanier“ (dux Aquitanorum) an, der 919 von König Karl III. dem Einfältigen anerkannt wurde. 927 traten die Ramnulfiden das Erbe der Wilhelmiden an. Das Herzogtum umfasste neben dem Poitou die Saintonge, das Angoumois, das Périgord, die Marche, das untere Berry, die Auvergne und das Limousin. Die ursprünglich zu Aquitanien gehörende Grafschaft Toulouse hatte sich hingegen zu Beginn des 10. Jahrhunderts abgespalten und bildete ein eigenständiges Fürstentum. Die Herzogsgewalt in Aquitanien war (beispielsweise im Gegensatz zur Normandie) wenig gefestigt, da das Herzogtum stark feudalisiert war. Das heißt, dem Herzog waren große Land besitzende Vasallen untertan, die jede Gelegenheit nutzten, um die herzogliche Gewalt zu ihren Gunsten zu beschneiden. Im Jahr 1052 wurde die Gascogne in Personalunion mit Aquitanien vereint.
In der Mitte des 12. Jahrhunderts wurde das Herzogtum durch die Ehe der Herzogin Eleonore mit Heinrich Plantagenet in das Territorialkonglomerat der Dynastie Plantagenet aufgenommen, später auch als Angevinisches Reich bezeichnet. Durch ihre Machtfülle gerieten die Plantagenets in Konflikt mit den Königen von Frankreich, die ihre Oberlehnsherren in Frankreich waren.
| Name                        | Regierungszeit | Verwandtschaft                 | Anmerkungen                                                                          |
| --------------------------- | -------------- | ------------------------------ | ------------------------------------------------------------------------------------ |
| Wilhelmiden (Gellones)      |                |                                |                                                                                      |
| Wilhelm I. der Fromme       | 909–918        | Urenkel Wilhelms von Gellone   |                                                                                      |
| Belloniden                  |                |                                |                                                                                      |
| Wilhelm II. der Jüngere     | 918–926        | Neffe seines Vorgängers        |                                                                                      |
| Acfred                      | 926–927        | Bruder seines Vorgängers       |                                                                                      |
| Ramnulfiden (Haus Poitiers) |                |                                |                                                                                      |
| Ebalus Mancer               | 927–935        |                                |                                                                                      |
| Wilhelm III. Werghaupt      | 935–963        | Sohn seines Vorgängers         | Gegenherzog: Raimund Pons Gegenherzog: Raimund von Rouergue Gegenherzog: Hugo Magnus |
| Wilhelm IV. Eisenarm        | 963–995        | Sohn seines Vorgängers         | Gegenkönig: Ludwig der Faule                                                         |
| Wilhelm V. der Große        | 995–1030       | Sohn seines Vorgängers         |                                                                                      |
| Wilhelm VI. der Dicke       | 1030–1038      | Sohn seines Vorgängers         |                                                                                      |
| Odo                         | 1038–1039      | Bruder seines Vorgängers       |                                                                                      |
| Wilhelm VII. der Adler      | 1039–1058      | Bruder seines Vorgängers       |                                                                                      |
| Wilhelm VIII.               | 1058–1086      | Bruder seines Vorgängers       |                                                                                      |
| Wilhelm IX. der Troubadour  | 1086–1127      | Sohn seines Vorgängers         |                                                                                      |
| Wilhelm X. der Toulousaner  | 1127–1137      | Sohn seines Vorgängers         |                                                                                      |
| Eleonore                    | 1137–1204      | Tochter ihres Vorgängers       |                                                                                      |
| Kapetinger                  |                |                                |                                                                                      |
| Ludwig VII. der Jüngere     | 1137–1152      | erster Ehemann von Eleonore    | König von Frankreich                                                                 |
| Plantagenets                |                |                                |                                                                                      |
| Heinrich Plantagenet        | 1152–1172      | zweiter Ehemann von Eleonore   | seit 1154 König von England Herzog von Normandie                                     |
| Richard Löwenherz           | 1172–1196      | Sohn von Eleonore und Heinrich | seit 1189 König von England                                                          |
| Otto von Braunschweig       | 1196–1198      | Neffe seines Vorgängers/Welfe  | Römisch-Deutscher Kaiser                                                             |
| Richard Löwenherz           | 1198–1199      |                                |                                                                                      |
| Johann Ohneland             | 1199–1216      | Bruder seines Vorgängers       | König von England                                                                    |
| Heinrich III.               | 1216–1224      | Sohn seines Vorgängers         | König von England                                                                    |

## Das Herzogtum Guyenne
Im Jahr 1204 erklärte König Philipp II. von Frankreich im französisch-englischen Krieg von 1202 bis 1214 die Plantagenets per Parlamentsurteil all ihrer Besitzungen in Frankreich für verlustig. Im Jahr 1224 führte sein Sohn, König Ludwig VIII. von Frankreich, einen Feldzug nach Aquitanien (französisch-englischer Krieg 1224/1225), worauf die Herrschaft der Plantagenets dort endete. Das Poitou und die Saintonge wurden Kronland, das dem König unmittelbar unterstand, und die Grafen von La Marche, Périgord, Angoulême und Auvergne wurden direkte Kronvasallen. Damit war die territoriale Integrität Aquitaniens zerstört. König Heinrich III. von England erkannte diesen Verlust im Vertrag von Paris (1259) an. Im Gegenzug erhielt er einen kleinen Teil Aquitaniens, die Saintonge, zurück, auf die sich das Herzogtum fortan beschränkte. Sie blieb ein Lehen der französischen Könige, für das die Plantagenets in die Reihen der Pairs von Frankreich aufgenommen wurden. Zudem behielt Heinrich den Titel des Herzogs von Aquitanien bei. Oft wurden die verbliebenen Teile Aquitaniens und die südlich gelegene Gascogne zusammen als Guyenne bezeichnet, doch war es im 13. Jahrhundert ebenso üblich, die Bezeichnungen Aquitanien, Guyenne und Gascogne synonym zu verwenden. In den folgenden Jahren pflegten England und Frankreich ein gutes Verhältnis zueinander, und 1279 erhielt der englische König Eduard I. im Vertrag von Amiens das Agenais zurück, während er gegen eine Entschädigung auf das Quercy verzichtete. Das gute Verhältnis wurde durch den französisch-englischen Krieg von 1294 bis 1298 beendet, in dem die Franzosen nahezu alle englischen Besitzungen auf französischem Gebiet zurückeroberten. Englische Gegenangriffe führten Ende 1297 zu einem Waffenstillstand, und 1303 mussten die Franzosen im Vertrag von Paris auf fast alle Eroberungen wieder verzichten. Das Verhältnis zwischen England und Frankreich blieb gespannt, und im Krieg von Saint-Sardos von 1323 bis 1325 gelang es den Franzosen, das Agenais zurückzugewinnen.

Guyenne/Aquitanien
(rot) vor dem Vertrag von Brétigny
(hellrot) nach dem Vertrag von Brétigny

Durch die Feldzüge des „schwarzen Prinzen“ während des Hundertjährigen Krieges konnten die Plantagenets im Vertrag von Brétigny 1360 noch einmal den größten Teil des alten Aquitanien unter ihrer Herrschaft vereinen. Die französische Krone verzichtete auf die Souveränität über die Guyenne, und sie wurde staatsrechtlich englisches Territorium. Doch führten die anschließenden Feldzüge des französischen Marschalls Bertrand du Guesclin bis 1375 zur Revision des Vertrages. Am Ende des Hundertjährigen Krieges, nach der Schlacht von Castillon im Jahr 1453, mussten die Plantagenets ihre Ansprüche in Frankreich gänzlich aufgeben. Das Land wurde mit der französischen Krondomäne vereint und zur Verwaltung in mehrere Sénéchaussées eingeteilt. Zu Beginn der Neuzeit wurden sie durch Généralités, denen Gouvernements übergeordnet waren, ersetzt. Diese wiederum wurden 1789 durch die Départements abgelöst.
| Name                       | Regierungszeit | Verwandtschaft          | Anmerkungen                                |
| -------------------------- | -------------- | ----------------------- | ------------------------------------------ |
| Plantagenets               |                |                         |                                            |
| Heinrich III.              | 1259–1272      |                         | König von England                          |
| Eduard I.                  | 1272–1306      | Sohn seines Vorgängers  | König von England                          |
| Eduard II.                 | 1306–1325      | Sohn seines Vorgängers  | König von England                          |
| Eduard III.                | 1325–1362      | Sohn seines Vorgängers  | Prince of Wales, ab 1327 König von England |
| Edward, der Schwarze Prinz | 1362–1375      | Sohn seines Vorgängers  | Prince of Wales                            |
| Eduard III.                | 1375–1377      | (Zweite Herzogswürde)   | König von England                          |
| Richard II.                | 1377–1390      | Enkel seines Vorgängers | König von England                          |
| Johann von Gent            | 1390–1399      | Sohn von Eduard III.    | Duke of Lancaster                          |
| Heinrich IV.               | 1399–1413      | Sohn seines Vorgängers  | König von England                          |
| Heinrich V.                | 1413–1422      | Sohn seines Vorgängers  | König von England                          |
| Heinrich VI.               | 1422–1453      | Sohn seines Vorgängers  | König von England                          |

## Weitere Verwendung des Herzogtitels
Bis zum Ende der französischen Monarchie wurde der aquitanische Herzogstitel noch an zwei königliche Prinzen verliehen:
- 1469–1472: Charles de Valois, duc de Guyenne; von seinem Bruder König Ludwig XI. von Frankreich apanagiert.
- 1753–1754: Xavier Marie Joseph de Bourbon, duc d'Aquitaine; von seinem Großvater König Ludwig XV. von Frankreich mit dem Titel ausgestattet.

1972 verlieh der bourbonische Thronprätendent von Spanien, Jaime de Borbón, seinem zweiten Sohn, Gonzalo de Borbón († 2000), den Titel Herzog von Aquitanien.

## Belege
1. ↑  "Boggiso Ducis Dagobertus Rex concessit post mortem fratris suis Ilderici Aquitaniæ Regis" – König Dagobert gab Aquitanien dem Herzog Boggis nach dem Tod seines (Boggis') Bruders Ildericus (Chilperich)
2. ↑  Vita Landberti episcopi Traiectensis Auctore Nicolao 12, MGH SS rer. Merov. VI, S. 415.
3. ↑  Michael Prestwich: Edward I. University of California, Berkeley 1988, ISBN 0-520-06266-3, S. 298
4. ↑  Michael Prestwich: Edward I. University of California, Berkeley 1988, ISBN 0-520-06266-3, S. 316
5. ↑  Michael Prestwich: Edward I. University of California, Berkeley 1988, ISBN 0-520-06266-3, S. 397
6. ↑  John A. Wagner: Encyclopedia of the Hundred Years War. Greenwood, Westport 2006. ISBN 0-313-32736-X, S. 278